# Obersteinbach
Obersteinbach es una localidad y comuna francesa, situada en el departamento de Bajo Rin en la región de Alsacia.
La comuna se ubica en los límties del Parque natural regional de los Vosgos del Norte.

## Demografía
| 193 | 230 | 189 | 197 | 199 | 184 |
| Para los censos de 1962 a 1999 la población legal corresponde a la población sin duplicidades (Fuente: INSEE [Consultar]) |     |     |     |     |     |

## Patrimonio
- Castillo de Lutzelhardt
- Castillo de Petit-Arnsberg